# Marpissa tikaderi
Marpissa tikaderi är en spindelart som beskrevs av Biswas 1984. Marpissa tikaderi ingår i släktet Marpissa och familjen hoppspindlar. Inga underarter finns listade i Catalogue of Life.